# Phyllis Bennis
Phyllis Bennis (19 de enero de 1951) es una periodista y politóloga estadounidense especializada en Oriente Medio y las Naciones Unidas, que trabaja como investigadora asociada del Insitute for Policy Studies y del Transnational Institute.

## Biografía
Phyllis Bennis es investigadora asociada del Transnational Institute y del Institute for Policy Studies (Washington D. C.). 
Bennis es una periodista especializada en Oriente Medio y las Naciones Unidas, organización donde trabajó como corresponsal. Sus análisis se centran en cuestiones como el dominio estadounidense en la ONU, las sanciones económicas sobre Irak, y las intervenciones internacionales y la política exterior de los Estados Unidos en Oriente Medio. 
Autora y editora de diversos libros sobre Palestina, Irak, la ONU y el imperialismo estadounidense, recientemente ha publicado Challenging Empire: How People, Governments and the UN Defy US Power (Interlink, 2005), La ideología neoimperial: la crisis de EEUU con Irak (Icaria/TNI/CIP 2003), con Mariano Aguirre, y Before & After: US Foreign Policy and the September 11 Crisis (Interlink, 2002).